# Komparator błyskowy

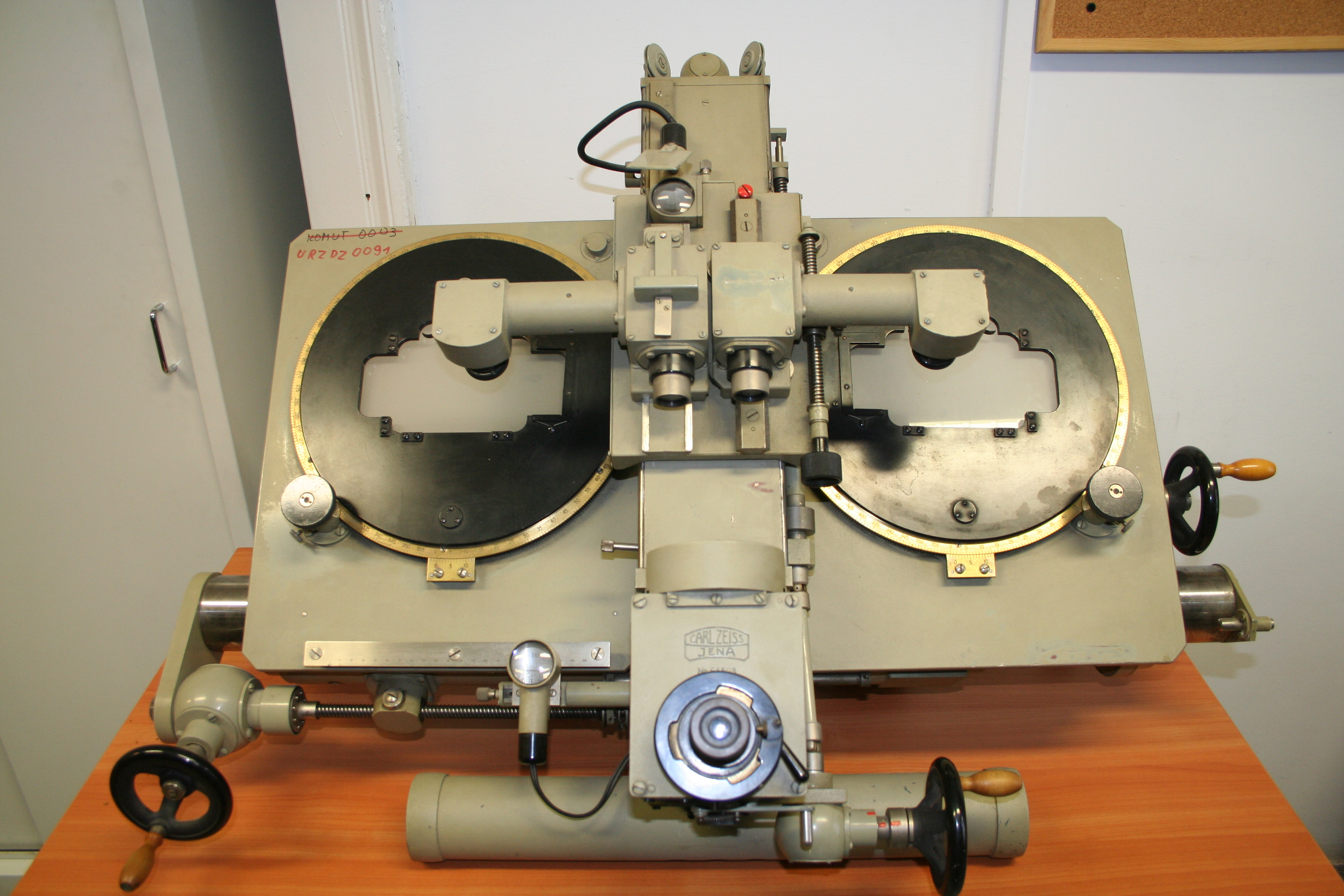
Zabytkowy komparator błyskowy Zeissa, ze zbiorów Obserwatorium Astronomicznego UAM w Poznaniu

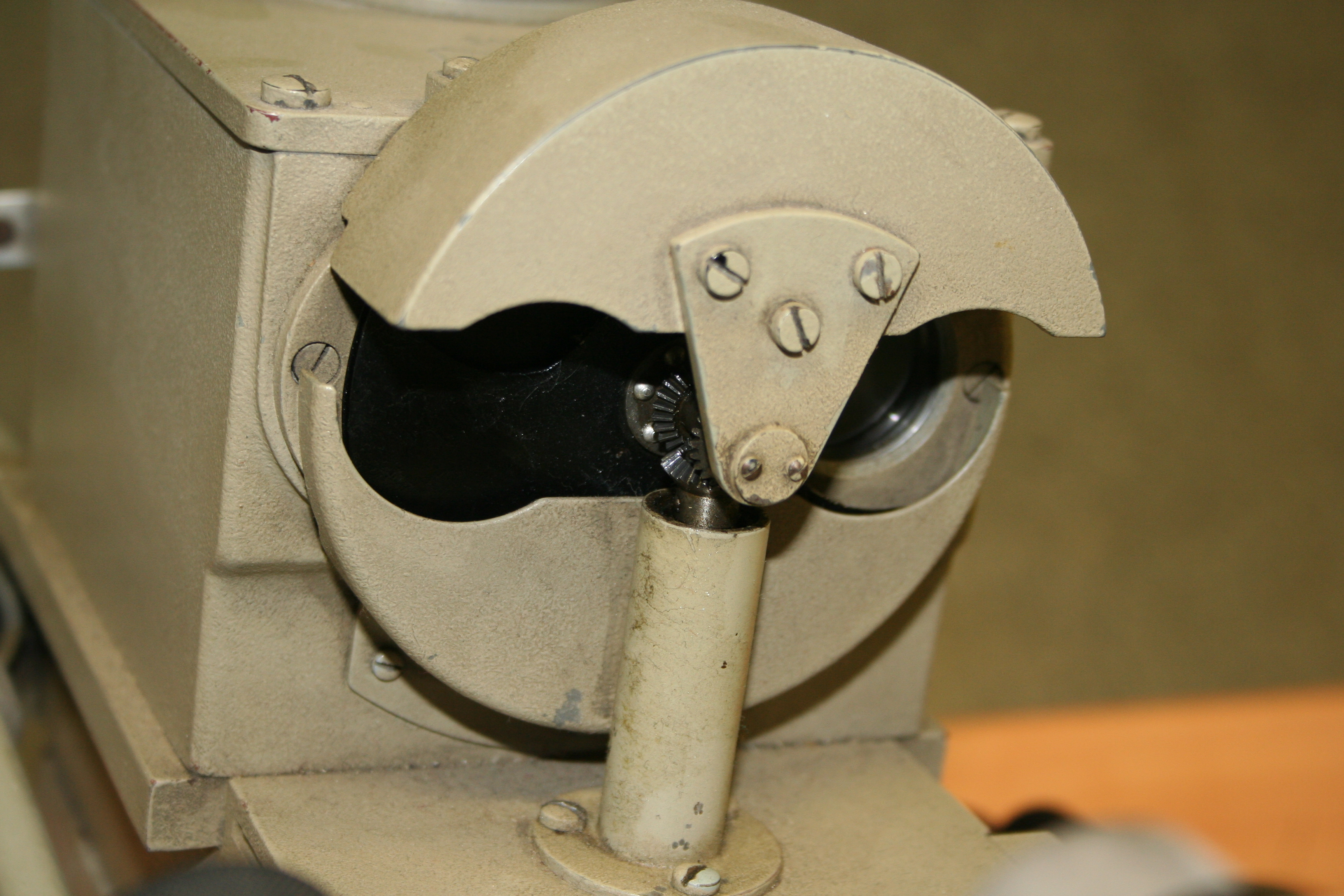
Komparator Zeissa, migawka przełączająca obraz

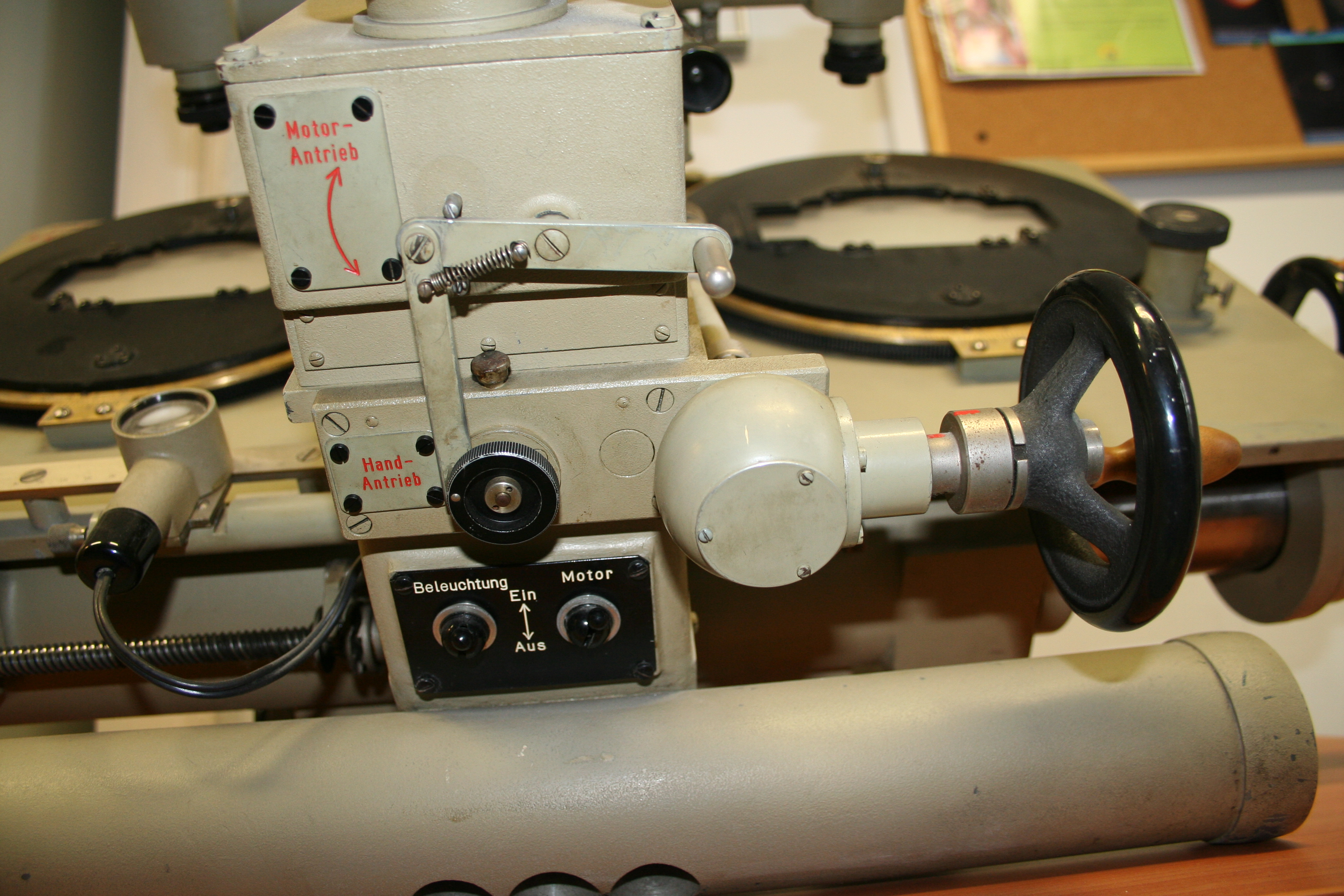
Komparator Zeissa, napęd migawki i śruba mikrometryczna stolika

Ruch planetoidy na tle gwiazd, porównanie dwóch obrazów CCD

Komparator błyskowy – przyrząd astronomiczny służący do wizualnego wykrywania drobnych różnic pomiędzy dwoma obrazami przedstawiającymi wspólny fragment nieba (w przypadku klasycznego komparatora do porównania używano dwóch szklanych kliszy fotograficznych). Oko ludzkie znacznie łatwiej wykrywa różnice pomiędzy obrazami podczas ich szybkiego, naprzemiennego wyświetlania, co zostało wykorzystane przy budowie komparatora. Dzięki temu wśród gwiazd nie zmieniających swojego położenia ani jasności możliwe jest szybkie dostrzeżenie obiektów, które przemieszczają się (planetoidy) lub zmieniają swoją jasność (gwiazdy zmienne).

## Zasada działania
Przyrząd wyposażony jest w dwa podświetlane od spodu stoliki z uchwytami, na których umieszcza się zdjęcia. Zdjęcia muszą obejmować ten sam (lub przynajmniej w dużym stopniu pokrywający się) obszar nieba. Stoliki można poruszać w obu osiach zarówno pojedynczo, niezależnie od siebie (w celu dokładnego zgrania obszarów wspólnych), jak i razem, parami (w celu wyboru porównywanego fragmentu kliszy). Oba zdjęcia mogą być oglądane przy pomocy dwóch oddzielnych mikroskopów przez wspólny okular. Ruchoma migawka umieszczona przed okularem pozwala wybrać ten z mikroskopów, z którego światło ma wpaść do okularu. Migawka ta może być poruszana albo ręcznie, albo przy pomocy specjalnego silniczka elektrycznego.

## Zastosowania współczesne
W związku ze zmniejszeniem znaczenia klasycznych technik fotograficznych w astronomii i rozpowszechnieniem cyfrowych metod rejestracji obrazu komparatory błyskowe w opisanej postaci wyszły już praktycznie z użycia. Tym niemniej sama idea pozostaje nadal w użyciu i większość programów do wizualizacji uzyskanych metodami cyfrowymi obrazów nieba posiada możliwość szybkiego przełączania dwóch obrazów między sobą (opcja "blink").